# Valdés (Astúries)
Valdés és un conceyu de la Comunitat Autònoma d'Astúries la capital del qual és Ḷḷuarca. Limita al nord amb el mar Cantàbric, a l'est amb Cudillero i Salas, a l'oest amb Navia i Villayón i al sud amb Tinéu i Salas.

## Història

### Prehistòria i edat antiga
Les dades més antigues de la presència humana en el conceyu de Valdés es remunten a les èpoques prehistòriques, corresponents a la cultura lítica de l'axeulià, trobant-se útils i indústries d'homínids al jaciment de Busto, sent fins al moment present, el lloc que ha donat les restes arqueològics més antigues de tot el nord peninsular. També s'han localitzat restes industrials d'aquestes mateixes etapes als llocs de Caroyas, Ribón, Paredes. Dintre de l'era Megalítica, s'han localitzat diverses necròpolis de túmuls en zones limítrofes amb Cudillero, Salas, Villayón i en zones interiors com Villuir, La Granda o Piedrafita, sent el camp trobat a Xugadoiro el més excel·lent dintre d'aquests descobriments.
Dintre de la cultura castrenya, diversos són els assentaments localitzats per tot el conceyu, encara que l'absència d'excavacions ens ha privat de determinar amb exactitud la seva data de construcció. L'única cosa que podem suposar és que els localitzats a l'interior eren utilitzats pels romans per als seus treballs en les prospeccions auríferes, i que els trobats en les proximitats costaneres podien estar relacionats amb el control de la via romana que es dirigiria cap a Lugo. El que sí que ens aporta l'època colonitzadora romana són diverses monedes, un segell, i una làpida amb inscripció romana trobada en Rellón de Merás, parròquia de Paredes.

### Edat mitjana i moderna

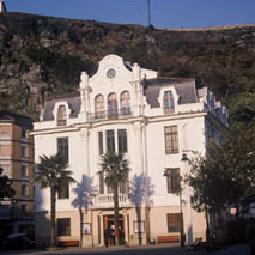
Ajuntament de Ḷḷuarca

Les primeres dades documentals que tenim del conceyu de Valdés corresponen als segles X i XI, en els quals es produïxen diverses donacions, tant al bisbat d'Oviedo, com als cenobis de Corias i Bárcena, que posseïen diverses esglésies i terrens del municipi. Ja en aquests temps la població de Valdés començava a tenir una considerable importància, sent dos segles més tard, concretament en l'any 1270, quan el monarca Alfons el Savi va atorgar la Carta de poblament al territori, concedint-los a partir d'aquest moment i per culpa de l'anarquia, robatoris, i perjudicis que els nobles i cavallers cometien amb les gents del lloc, tots els drets reials i llibertats, reservant-se la Corona les possessions eclesiàstiques.
Set anys més tard Valdés forma part de la creació de la germanor de la majoria de les pobles de l'occident, que es desenvolupa en l'Alto de La Espina, i en la qual es comprometen totes elles a col·laborar entre si, i acabar amb els robatoris i delictes en la comarca. L'època medieval ve marcada per la influència que tenia a tota Ḷḷuarca l'incipient Gremi de Mareantes, que agrupava a pescadors, comerciants i armadors per a regular i defensar els nombrosos interessos comercials que allí es donaven.
El segle XV ve marcat per les disputes de la noblesa amb la monarquia, tenint diversos llinatges una autoritat bastant gran sobre bona part de la zona, cosa que no agrada de cap manera a la Corona. Bona mostra d'això ho constitueix la construcció de la torre de Villa de Moros, antiga fortalesa medieval que va pertànyer a la casa dels Peláez. Al segle XVI Valdés apareix en les actes de la Junta General del Principat d'Astúries, com a integrant del partit dels cinc conceyos, documentat per primera vegada en l'any 1462 i que agrupava als municipis de Grado, Salas, Pravia, Valdés i Miranda. Durant els segles XVI, XVII i XVIII, la jurisdicció municipal abastava a 13 parròquies i un annex i 189 entitats de població repartides per tot el territori.

### Edat contemporània

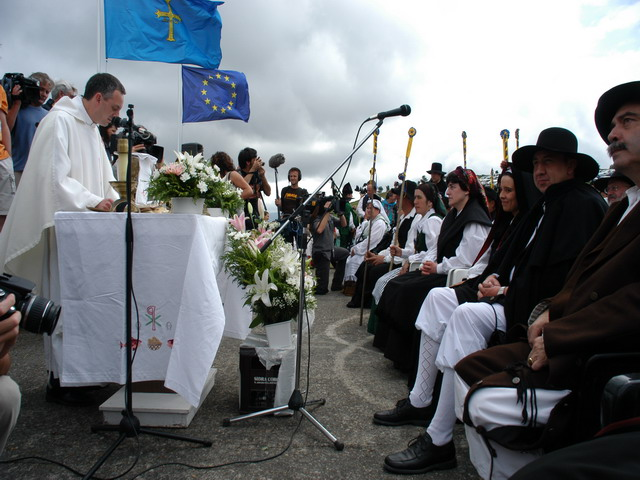
Casament Vaqueiro a Aristebano.

El segle xix ens deixa un esdeveniment relacionat amb la Guerra de la Independència contra els francesos, i aquest no és altre que el trasllat, després de sofrir Oviedo la tercera invasió, de la Junta del Principat i de la Real Audiència a Ḷḷuarca, per a passar posteriorment a Castropol i As Figueiras. També ens deixa el final del segle l'aparició dels primers moviments migratoris ultramarins, establint-se línies regulars de fragates cap a Amèrica, i que tornarien més tard a la seva terra natal amb un fort poder monetari i social, és el que s'anomena la cultura dels indians, i gràcies a la qual es deu el desenvolupament econòmic i industrial posterior en la zona, quedant també bells llegats arquitectònics coneguts com a cases d'indians d'estils modernistes colonials.
Del segle xx la notícia més destacada que es produïx és el canvi del nom del conceyu en 1909, adoptant la nomenclatura de la capital, no sent restituït per l'antiga i més acord denominació de Valdés fins a l'any 1985. Avui dia Valdés és un dels conceyos asturians que majors coses ens ofereixen, podent gaudir d'uns estupends paisatges muntanyencs, unes boniques vegas dels rius, així com unes platges realment belles, aconseguint ser un dels destinacions turístiques més sol·licitats. Singularment bell és el poble de Ḷḷuarca, destinació d'enamorats.

## Geografia

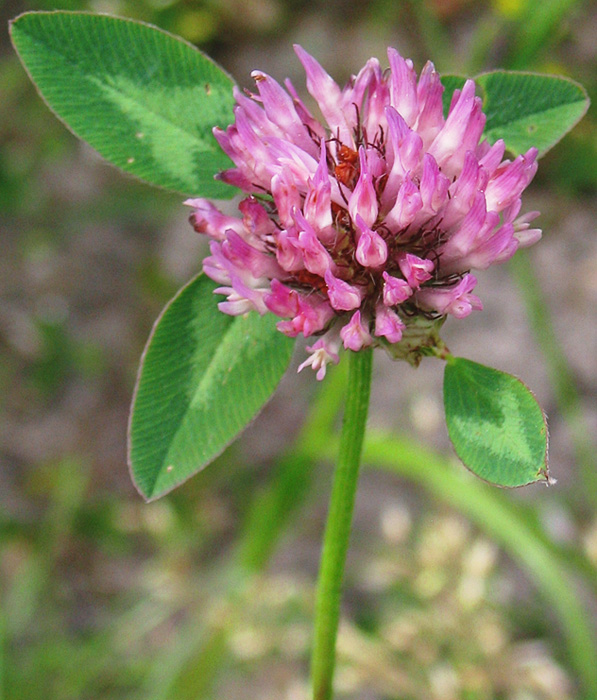
Trèvol en flor

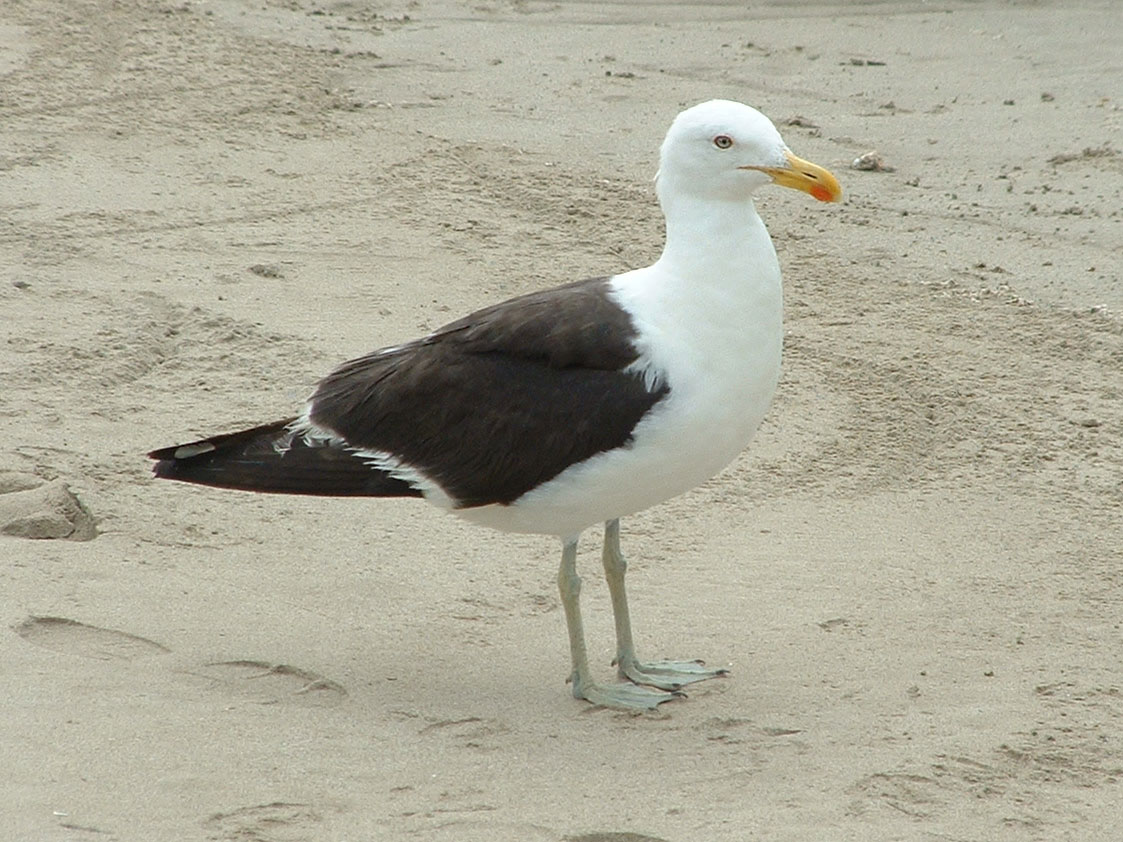
Gavina comuna

Valdés s'enquadra dintre de la morfologia estructural de l'occident asturià, és a dir, està compost per grans unitats muntanyenques i valls dirigides preferentment en adreça nord-sud. Amb això es distingeixen tres unitats geomorfológiques clarament diferenciades. La costa litoral, la zona muntanyenca i les valls interiors. La zona de la costa presenta una barreja de penya-segats, estuaris, dunes i platges, destacant el cap Busto amb 60 metres d'altitud, així com les platges d'Outur, Barayo, Touran, Tablizu, Cadavéu, la Cova i les tres de la vila de Ḷḷuarca. La zona muntanyenca pertany completament al període paleozoic inferior, amb formacions silícico-clàstiques que estan afectades per l'orogènesi varisca.
Les altures més importants de Valdés es localitzen pel sud en el límit amb el conceyu de Tinéu, sent les serres de Adrado, Silvallana, Estoupo i Buseco els seus accidents més importants, no arribant cap d'elles a sobrepassar els 1.100 metres d'altura. Finalment la zona de les valls interiors, presenten una orientació preferent nord-sud, com ja vam dir anteriorment, sent de poca amplitud i estant encaixonats la majoria d'ells, excepte les vegas situades en les mestas dels cursos mitjans fluvials.

### Parròquies
El conceyu de Valdés està dividit en quinze parròquies rurals:
| - Alienes - Arcayana - Ayones | - Barcia - Cadavéu - Caneiru | - Carcéu - Castañéu - La Montaña | - Ḷḷuarca - Muñás - Outur | - Paredes - Santiagu - Trevías |

### Hidrografia
Dintre de la seva xarxa hidrogràfica, dos són els rius més importants, l'Esva (també dit Caneiru), i el riu Negro, que desemboca a la capital del conceyu. L'Esva entra en el municipi per la parròquia de Paredes, travessa el conceyu de sud a nord recorrent un total de 29 quilòmetres, prenent el nom de riu Caneiru a l'entrar en la vega del seu mateix nom. El riu Negro prové de La Montaña, al límit amb el conceyu de Villayón, recorre un total de 19 quilòmetres, fins a arribar a la capital, la qual divideix en dues, on desemboquen les seves aigües. Ambdós rius sempre van ser prolífics en truites. L'Esva és al seu torn un dels rius salmoners d'Astúries.

### Clima
El clima de Valdés es presenta influenciat per la proximitat al mar Cantàbric, així com per les característiques del seu relleu. Així, ens mostra diferències notables, segons ens trobem en la zona interior o en la zona costanera, sent aquí les temperaturas molt més agradables, tant a l'hivern com a l'estiu, arribant a tenir fins a una diferència d'entre dues i quatre graus. Amb tot això podem afirmar que el municipi valdesano presenta un clima temperat amb transició al fresc, i variacions considerables entre les zones interiors i les costaneres.

### Flora i fauna
De la mateixa forma que succeïx amb el clima, la vegetació també presenta varietats segons la zona en la qual ens trobem. Així en la franja costanera tenim espècies aerohalófitas i halófitas en els penya-segats, amnophiletea en les dunes, halófits de prades salines en les maresmes i mostres de ballicos i trèvols en la rasa. Destaca aquí el paisatge a la platja de Barayo, que ha estat declarat com reserva natural parcial. D'altra banda, en les zones interiors es barregen els matolls, generalment bruc i toixó, amb espècies autòctones com castanys, roures i bedolls, i també espècies repoblades com són els pins i els eucaliptus.
Quant a la seva fauna encara es poden albirar en el conceyu aus marines com els ostrers, els mazarins i altres limícoles, a més de la gavina. També tenim espècies d'aigua dolça com salmó, truita i anguila, habitant àdhuc les zones interiors espacies com els senglars, llops, guineus i cabirols.

## Evolució demogràfica
Diverses són les etapes en les quals podem dividir l'evolució de la població en el conceyu de Valdés durant l'últim segle i el poc que duem d'aquest. Així des que a principis del segle xx, Valdés presenta una xifra aproximada de 26.000 habitants, aquesta s'ha mantingut estacionària fins a la dècada dels seixanta, data en la qual aquest estacionament es trenca de manera brusca, produint-se en el següent intercensal un descens de gairebé 6.000 persones, derivat en gran manera d'una forta emigració. La dècada dels 70-80 ens deixa una lleu variació positiva en el flux poblacional, recuperant-se un poc la xifra, situació aquesta passatgera, doncs a partir d'aquest moment, l'evolució torna a tornar-se negativa, durant aquesta etapa fins als nostres dies en la qual tenim una xifra de 15.060 habitants.
El fenomen migratori sempre va estar molt present en la vida de Valdés, sent les destinacions ultramarines els triats per la població jove de Valdés en els començaments del segle xx, destinació que va canviar just a mitjan centúria, on les àrees centrals asturianes, espanyoles i europees es van dur molts d'aquests moviments. D'igual manera, comentarem el fort increment que es produïx en la població durant les èpoques estivals, sent Valdés un dels conceyus preferits de tota la regió asturiana per al gaudi de l'estiu. Amb tot això les estructures demogràfiques que se'ns presenten, comencen a mostrar-nos un envelliment de la població, sent aquest més acusat en les zones de l'interior, que tenen una població molt més reduïda que en les zones costaneres. En aquestes últimes parts, és on es concentra el major nombre de població, sent les localitats de Ḷḷuarca, Trevías, Cadavéu i Barcia els nuclis de població més importants.

## Economia
Quant a l'estructura econòmica del municipi, cal dir que encara que el sector turístic presenta una importància cada vegada més gran en tot Valdés, encara la majoria de l'ocupació local l'hi duu el sector primari, generant el 49% de l'ocupació total. L'agricultura i la ramaderia són encara les activitats més treballades, sent els terrenys favorables de les rases i les vegues de les valls interiors, els quals més es conreen. La ramaderia se centra sobretot en la cura del bestiar boví, presentant una producció clarament dirigida cap al sector lacti.
La pesca també té la seva importància dintre del territori, sent el port de Ḷḷuarca el més important de l'occident asturià i el tercer de la regió darrere del d'Avilés i Gijón. Entre les espècies que es capturen destaquen les del bonítol, bocarte, lluç, sardina i congre.
El sector secundari té una escassa representació en la zona, ocupant únicament a un 12% de la població activa, sent les branques de l'alimentació i la fusta les quals compten amb una major presència de persones emprades. Cal comentar dintre d'aquest sector, la desaparició gradual que va sofrir una de les indústries que major pes tenia dintre del conceyu, i que era la conservera. Pel que fa a la construcció, aquesta si que ha seguit una tònica eminentment positiva, observant-se un fort creixement durant aquests últims temps.
El sector terciari, últimament empès a l'alça gràcies a la puixança del turisme, genera un total del 39% de les ocupacions, sent el qual major renda genera dintre dels tres sectors representant un 55% del producte interior brut local. L'activitat comercial i l'hotelera són les quals actualment generen més treball, sent la capital del conceyu el principal centre distribuïdor d'aquests béns i serveis, seguida de la localitat de Trevías.

## Política
Al conceyu de Valdés, des de 1979, el partit que més temps ha governat ha estat el PSOE, que governa des de 1987. L'actual alcalde de Valdés és Juan José Adolfo Fernández Pereiro, alcalde des del 2003.
|      | PSOE | PP | CDS | URAS | Altres | Total |
| ---- | ---- | -- | --- | ---- | ------ | ----- |
| 1979 | 2    | 1  | 11  | -    | 7      | 21    |
| 1983 | 9    | 12 | -   | -    | 0      | 21    |
| 1987 | 9    | 6  | 1   | -    | 1      | 17    |
| 1991 | 10   | 7  | 0   | -    | 0      | 17    |
| 1995 | 9    | 8  | -   | -    | 0      | 17    |
| 1999 | 8    | 8  | -   | 1    | 0      | 17    |
| 2003 | 7    | 5  | -   | 5    | 0      | 17    |
| 2007 | 11   | 6  | -   | 0    | 0      | 17    |

## Valdesans il·lustres
- Gonzalo Fernández de Oviedo y Valdés (1478 - 1557), historiador de les Índies
- Álvaro de Albornoz y Liminiana (1879 - 1954), polític
- Fernán Coronas (1884 - 1939), poeta i sacerdot
- Severo Ochoa de Albornoz (1905 - 1993), bioquímic, Premi Nobel de Fisiologia o Medicina en 1959.